# Steven Tyler
Steven Tyler, vlastním jménem Steven Victor Tallarico (* 26. března 1948, Yonkers) je americký zpěvák a hudební skladatel, známý především jako leader americké rockové skupiny Aerosmith. Pro bývalého bubeníka stejnojmenné skupiny je typický surový, ostrý vokál a hudební všestrannost, která se projevuje díky schopnosti hrát na více nástrojů. Ovládá hru na kytaru, klávesy, foukací harmoniku a perkuse.
Charakteristickým prvkem jeho vystupování jsou vysoce energická představení, hrubý vyjadřovací jazyk, erotická lyrika skladeb, ale i barevné oblečení, včetně jeho obchodní značky: šátek uvázaný na stojanu mikrofonu. Dalším charakteristickým znakem jsou velká ústa (kdysi sám sebe označil za "rockera s největší hubou").
V seznamu časopisu Rolling Stone obsadil 99. místo ve stovce nejlepších zpěváků všech dob, přičemž Hit Parader mu udělil 3. místo ve stovce metalových vokalistů všech dob".
Jeho dcerami jsou herečka Liv Tyler (nar. 1977), Mia Tyler (nar. 1978), Chelsea Tyler (nar.1989). Jeho syn je Taj Tyler (nar. 1991).
Účinkoval i v seriálu Dva a půl chlapa v epizodě 4x02 "Čí je to vina", kde si pronajal dům vedle Charliho a trénoval na koncert, což se Charliemu moc nelíbilo a se Stevenem se moc nepohodl. Nakonec se usmířili.